# Кривоченко Людмила Миколаївна
Людмила Миколаївна Кривоченко (20 квітня 1931, Макіївка, Донецька область, Українська РСР, СРСР - 9 лютого 2015, Харків, Україна ) - радянський та український вчений- правознавець, спеціаліст у галузі кримінального права. Кандидат юридичних наук (1967), професор (2004). Працювала у професором та виконувачем обов'язків завідувача кафедри кримінального права Національного юридичного університету імені Ярослава Мудрого . Лауреат Державної премії України у галузі науки та техніки (2006), Заслужений юрист України (2002).

## Біографія
Людмила Кривоченко народилася 20 квітня 1931 року в Макіївці Донецької області . Вищу освіту здобула у Харківському юридичному інституті, який закінчила у 1954 році «з відзнакою». Протягом наступних двох років займалася юридичною практикою.
Починаючи з 1956 року, працювала на кафедрі кримінального права Харківського юридичного інституту. Спочатку була методистом, а з 1956 до 1961 року — аспіранткою цієї кафедри. У 1961-1994 роках працювала на посадах асистента, старшого викладача та доцента цієї кафедри.
1967 року в Харківському юридичному інституті під науковим керівництвом доцента Володимира Сташиса Людмила Кривоченко захистила дисертацію на здобуття наукового ступеня кандидата юридичних наук на тему «Боротьба зі злочинністю неповнолітніх за радянським кримінальним правом». Її офіційними опонентами були доцент Г. М. Міньковський та професор Н. С. Алексєєв. За спогадами В. Я. Тація, вона писала докторську дисертацію. 1971 року Людмилі Кривоченко було присвоєно вчене звання доцента. Брала участь у створенні спецкурсу «Злочини проти соціалістичної власності» .
1991 року Василь Тацій змінив на посади завідувача кафедри кримінального права Української юридичної академії (до 1991 року — ХЮІ, з 1995 по 2010 — Національна юридична академія імені Ярослава Мудрого) Володимира Сташиса. Проте через те, що Тацій одночасно був і ректором цього вишу, він не міг повноцінно виконувати обов'язки завідувача кафедри. Тому починаючи з 1991 року Людмила Кривоченко неодноразово, аж до 2008 року, була виконувачем обов'язків завідувача цього структурного підрозділу (з 1999 року — кафедра кримінального права № 1).
Водночас у 1994 році обійняла посаду професора на цій кафедрі; в відповідно до рішення Вищої атестаційної комісії України від 19 лютого 2004 року вона була нагороджена вчене звання професора по кафедрі кримінального права. Також керувала одним із студентських наукових гуртків при кафедрі кримінального права № 1.
Станом на початок 2014 року продовжувала працювати професором кафедри кримінального права № 1 у Національному юридичному університеті імені Ярослава Мудрого. Людмила Миколаївна померла 9 лютого 2015 року у Харкові. Була похована 11 лютого на Харківському міському цвинтарі № 18.

## Наукова діяльність
Професор Кривоченко займалася дослідженням низки питань, що стосуються Загальної частини кримінального права, серед яких були поняття та ознаки злочину, класифікація злочинів, кримінальна відповідальність неповнолітніх, рецидив злочинів. Також досліджувала проблему відповідальності за злочини проти власності, що відноситься до Особливої частини кримінального права.
Вона була автором та співавтором 65 наукових праць. Серед них основними є: «Злочини проти соціалістичної власності» (1972, методичні вказівки зі спецкурсу) «Боротьба з рецидивом за радянським кримінальним правом» (1973, текст лекції) «Звільнення від кримінальної відповідальності із застосуванням заходів громадського чи адміністративного впливу» (1981, навчальний посібник), «Класифікація злочинів» (1981, монографія), «Кримінальне право України. Загальна частина» (співавтор підручника, 2001, 2004, 2006, 2007 та 2010), «Кримінальне право України. Особлива частина» (співавтор підручника, 2001, 2004, 2006, 2007 та 2010), «Кримінальний кодекс України. Науково-практичний коментар» (співавтор, 2003, 2004, 2006, 2007 та 2013), «Класифікація злочинів за ступенем тяжкості в Кримінальному кодексі України» (2010, монографія). Брала участь у написанні статей для шеститомника «Юридична енциклопедія», який видавався у 1998—2004 роках.

У монографії 1983 року «Класифікація злочинів» Л. М. Кривоченко вивчено види злочинів, які, у свою чергу, утворювали категорії. Було обґрунтовано поняття «категорія злочинів», а також виклали загальні положення класифікації злочинів за ступенем їхньої тяжкості. Кривоченко показала зв'язок між інститутами класифікації злочинів та кваліфікації злочинів та індивідуальною кримінальною відповідальністю. У 2010 році було видано монографію «Класифікація злочинів за ступенем тяжкості в Кримінальному кодексі України», яка вважається другим виданням попередньою. У новій монографії також було приділено увагу історії розвитку класифікації злочинів та аналізу судової практики.
Л. Н. Кривоченко була науковим керівником у чотирьох кандидатів юридичних наук, серед яких були А. В. Горностай, Н. В. Карчевський (2003) та Р. С. Орловський (2000). Голова Конституційного суду України та академік НАПрН України Юрій Баулін називав Людмилу Миколаївну своєю вчителькою.

## Нагороди та пам'ять
Людмила Миколаївна була удостоєна наступних звань та премій:
- Державна премія України в галузі науки і техніки (Указ Президента України № 1103/2006 від 20 грудня 2006) – «за підручники: „Кримінальне право України: Загальна частина“ – К.: Юринком Інтер; Х.: Право, 2001. - 416 с.; „Кримінальне право України: Загальна частина“ — 2-ге вид., перероб. та дод. - К.: Юрінком Інтер, 2004. - 480 с.; "Кримінальне право України: Особлива частина" - К.: Юрінком Інтер; Х.: Право, 2001-496 с; "Кримінальне право України: Особлива частина". - 2-ге вид., Перероб. та дод. - К.: Юринком Інтер, 2004. - 544 с. »[24];
- Почесне звання «Заслужений юрист України» (Указ Президента України № 1009/2002 від 13 листопада 2002 р.) — «за вагомий особистісний внесок у підготовку висококваліфікованих юридичних фахівців, багаторічну плідну наукову та педагогічну діяльність»[25];
- Премія імені Ярослава Мудрого, у номінації «за підготовку та видання підручників для студентів юридичних спеціальностей вищих навчальних закладів» (2002).

У 2016 році на згадку про Людмилу Кривоченко було видано книгу «Вибрані праці», складена професорами Ольгою Ус та Русланом Орловським.
20 квітня 2021 року в Національному юридичному університеті імені Ярослава Мудрого пройшов науковий семінар «Класифікація як проблема епістемології у кримінально-правових науках», присвячений 90-річчю Людмили Кривоченко.